# P-40坦克
P40坦克（全名P26/40）為第二次世界大戰中，由義大利所研製的一款坦克，裝備口徑75公釐的主砲和8公釐{布雷達38車載機槍，另外還有專用防空機槍可裝備。義大利官方將其稱作「Carro Armato P 26/40」，「Carro Armato」意為裝甲坦克，P指的是義大利語的「重（Pesante）」，26和40則分別為「重量（噸）」和設計通過的「年份（1940年）」。該坦克設計於1940年，義大利僅生產了少量P-40，之後因為義大利投降後被德軍佔領，該坦克改由其生產使用。P-40是義大利在二戰中最為重型的坦克，儘管意軍將其歸類為重坦克，但按英德蘇等國家的噸位標準，僅到中型坦克的級別。

## 設計
P-40的起源是來自意大利皇家陸軍面對即將投入的戰爭，要求開發新式的重型坦克而來。雖然在1940年已完成了設計，第一輛原型車卻是到1942年才被製造出來。最初的計劃是設計為26噸坦克，並配備口徑75公釐的主砲，命名為P-26。
機動力
除了引擎外，坦克技術發展迅速，義大利總参谋部認為應使用柴油引擎，而建造者卻認為它應配備汽油引擎。然而當時的義大利不論汽油或柴油引擎，皆沒能達到300馬力（220千瓦）的出力要求。義大利坦克工業的飛雅特和安薩爾多公司也並不像當時的英美兩國作法，將飛機引擎改裝給坦克使用。設計新式引擎的工程進度相當緩慢，完成後的汽油引擎最終測試為出力420匹馬力（310千瓦），製造時採用的類型有2種，一說為330匹馬力的飛雅特V12柴油引擎，另一說則是420匹馬力汽油引擎。機械系統則是由意大利军队的「M系列」坦克發展而來，特別是懸吊系統極為相似。該懸吊系統雖然提供良好的可靠性，但在速度上遠低於其他坦克懸吊類型，如T-34的克里斯蒂懸掛。
火力
主砲安裝起先為18倍徑，之後為34倍徑的75公釐主砲。P-40的設計起先類似於M11/39坦克，但擁有更強的火力與裝甲。意大利军队在東線遭遇了苏联紅軍的T-34後，裝甲設計起了很大的變化，採用避彈性佳的斜面裝甲，並加強了火砲，採用34口徑的37式野戰砲，與已完成設計的75公釐18倍徑砲一樣，原屬於陸軍砲兵武器，射出初速約有每秒700公尺，與當時大多數的反坦克砲相同，但略遜於德國的75公釐砲（75公釐的短砲管型射出初速也有390m）。機槍也與M系列坦克不同，大幅減少了其數量。原來P-40設計時要搭載3挺機槍，但一把前部機槍被移除，變成在雙砲塔上架設。機槍彈藥裝載量也低，僅約有600發，低於M系列多數的3000發和二戰大多數坦克。主砲也僅65發彈藥，而T-34和雪曼坦克M4A1型則各有77發和90發。
防護力
如同當時的豹式坦克，P-40的外型也受T-34所影響。裝甲傾斜的設計，砲塔前面與側面約有50公釐厚，而M13/40僅有42公釐，但在當時多數國家已改用焊接技術時，P-40仍使用鉚釘連結裝甲。其傾斜設計也遜於T-34，P-40正面裝甲為傾斜45度的50公釐（約相當70公釐厚），而不是T-34的60度45公釐裝甲（相當90公釐厚）。砲塔方面採用2人砲塔，類似T-34/76。裝甲本身以義大利的水準來說相當地厚，有能力抵抗早期如英軍2磅砲（口徑40公釐）的反坦克砲武器，但在1943年時面對英軍的6磅砲（口徑57公釐）、17磅砲（口徑76公釐）等能穿透100公釐裝甲的反坦克武器沒有抵抗力。

## 實際作用

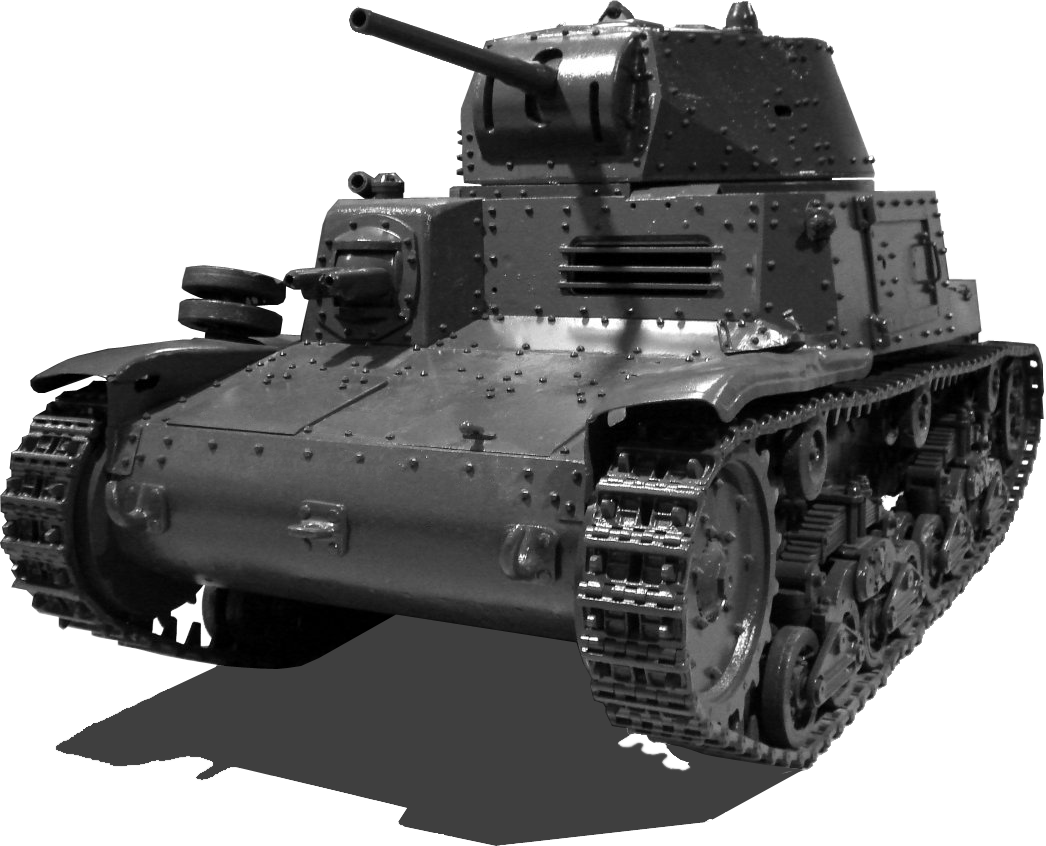
M13/40，意軍將其劃為中型坦克，但被英德等國家視為輕型坦克

P-40的之後功用由原先於戰場中支援步兵，轉為反裝甲作戰，所有車內空間都以此目的設計，使得P-40變得更為擁擠。雖然P-40的設計就當時標準來說相當新式，但缺乏幾個現代特點，如焊接、可靠的懸吊裝置和保護車長的頂蓋探測鏡設計。儘管P-40存在著缺點，它仍是義大利唯一能在二戰戰爭中期媲美德軍與盟軍中型坦克的坦克，類似於德軍的四號坦克。P-40的重量介於25-30噸，以早期標準來看會被列為重型坦克，（如M13/40等坦克的重量也僅介於10-15噸，被視為中型坦克），但以國際標準衡量僅為中型坦克。這也是意大利军坦克由維克斯的小型坦克（如L3/35輕型坦克）開始演變，進一步發展（如M11/39中型坦克，雖然衍生自小型坦克，但擁有較重型的結構）後的終點。
雖然義大利軍方下了1000輛的訂單訂購P-40，但由於義大利不斷受到盟軍轟炸，位於都靈的引擎製造廠也飽受損害，於1943年9月投降時僅有21輛完成生產，而它們則被轉交給德意志國防軍。德軍接收P-40的藍圖後，陸陸續續由安薩爾多生產了82輛（一說60輛），直到戰爭結束。大多數都未完成，主要是因為缺乏動力，但德軍仍有使用（如在安齊奧），並將其命名為Panzerkampfwagen P40 737(i)。有些因為缺乏引擎，被拿來當作靜態掩體和砲台（如在哥德防線、古斯塔夫防線），1943年末曾有建議應將其放置德國的HL120梅巴赫引擎，但終未能實踐。已知使用了P-40的德軍部隊為黨衛軍第24山地旅（24. Waffen-Gebirgs (Karstjager)-Brigade der SS）和第15警察裝甲連（15 Polizei-Panzer-Kompanie），前者於1944年10月接收了14輛P-40，後者分別於1944年11月和12月接收了14輛和15輛P-40。

## 變形

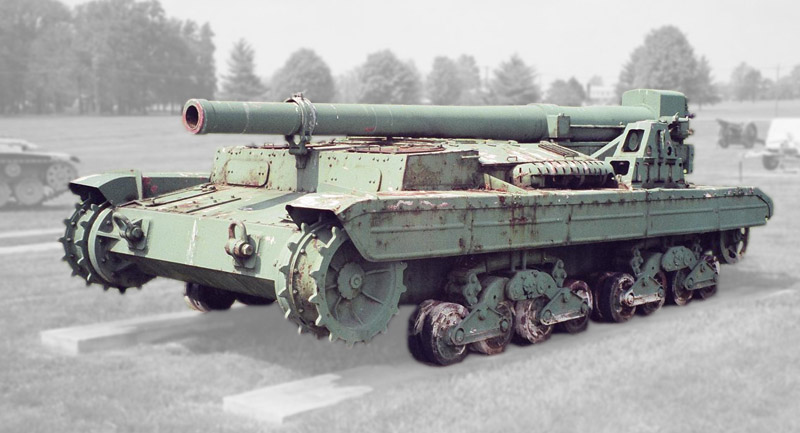
已取下履帶的賽門凡特149自走砲

意大利军队計畫了至少2種P-40的變形車，一種被命名為P-43，重量超過30噸，將有大約80公釐的正面裝甲，加長型的75公釐主砲或是與賽門凡特相同的90公釐51倍徑主砲，然而該變形車僅有一對木製模型被生產過。另一種變形車為以P-40底盤所建造的賽門凡特149自走砲，僅完成了一輛試作車，現收藏於美國火炮博物馆（Ordnance Museum）。它的功能是對義大利軍提供一個高速的自行火砲，40倍徑、口徑149公釐的賽門凡特是意大利军队所擁有最大火力的武器，射程約有23.7公里，超過美國M59加農炮的部份型號。這種火砲的生產數量極少，整場戰爭中意大利军主要是使用老舊的小口徑火砲。由於該砲的重量過重，不適合牽引移動，因此選用義大利動力最大的車體來裝配為自走砲，P-40就因此被選定了。由於P-40車體主要的空間都被主砲所佔據，彈藥和人員需要以額外的車輛來支援行動。研製賽門凡特自走砲的工作始於1942年，1943年才對原型車進行了測試，但意大利军對其並無留下特別印象，其後接收它的德國人也是。最後由美軍入侵德國時擄獲了它，並送到阿伯丁試驗場進行測試。

## 資料來源
1. 1 2 3 4  イタリア軍入門 1939~1945，吉川和篤、山野治夫著，イカロス出版社，第154頁
2. 1 2 3 4 5 6  走進博物館—坦克與裝甲戰車，Christopher F. Foss著，上海科學技術文獻出版社，第296頁
3. 1 2 3  走進博物館—坦克與裝甲戰車，第295頁
4. ↑  .   [2010-02-24]. （原始内容存档于2010-01-03）.
5. 1 2  .   [2010-02-24]. （原始内容存档于2009-07-22）.
6. ↑  《俄羅斯裝甲T-34》，Douglas Orgill著，星光出版社，第30頁
7. ↑  《俄羅斯裝甲 T-34》，第29頁
8. ↑  .   [2010-02-24]. （原始内容存档于2011-08-11）.
9. 1 2  .   [2010-02-24]. （原始内容存档于2009-11-04）.
10. 1 2  .   [2012-12-25]. （原始内容存档于2012-12-25）.
11. ↑  .   [2010-02-24]. （原始内容存档于2009-12-05）.
12. 1 2  .   [2010-02-24]. （原始内容存档于2014-02-03）.